# Дан и Ноћ (филм)
Дан и ноћ (енгл. Day & Night) је амерички анимирани кратки филм из 2010. године студија Pixar, који је режирао Теди Њутон и продуцирао Кевин Рер. Приказан је у биоскопима пре филма Прича о играчкама 3 и издат је за куповину на медијском плејеру iTunes у Сједињеним Америчким Државама. За разлику од већине кратких филмова студија Pixar, стил анимације комбинује 2D 3D елементе и дизајнерски продуцент филма До неба, Дон Шанк, каже да је „другачији од свега онога што је студио Pixar продуцирао раније”.
У Србији је премијерно приказан 3. јуна 2010. године у Сава центру из филм Прича о играчкама 3, синхронизован на српски језик. Са стандардним биоскопским приказивањем је почео 17. јуна 2010. године. Синхронизацију је радио студио Loudworks и продукцију предузеће Luxor Co. Представља први кратки филм студија Pixar сингронизован на српски језик. Гласовну улогу приповедача дао је Дарко Томовић.

## Радња
Дан и Ноћ прати два лика, Дан и Ноћ. У Дану је дневна сцена са сунцем у центру, а унутар Ноћи је ноћна сцена са месецом у центру. Шта год да се догађа унутар дана или ноћи изражава нормалне догађаје који се обично дешавају у току дана, односно ноћи, а ти догађаји често одговарају радњама или емоцијама које дан или ноћ изражавају или примају. На пример, када је Дан срећан, у њему ће бити дуга, а када је Ноћ срећан, у њему ће бити ватромет.
Дан и Ноћ се састају и испрва су нелагодни једно с другоме. Одбијају један другог јер један другог доживљавава другачије, а њихове предрасуде резултирају физичком свађом између њих двоје. Међутим, како ликови откривају многе фасцинантне догађаје који се догађају једни у другима, они уче да их цене и уче да воле једни друге. На крају филма Сунце се спушта у дану и излази ноћу, тако да када је Сунце на истој висини изнад хоризонта у оба лика, изгледа да су идентични. Како Сунце наставља свој ток, Дан постаје Ноћ и Ноћ постаје Дан.